# Маганандін
Маганандін — давньоіндійський правитель з династії Шайшунага. Династія правила частиною стародавньої Індії навколо міста Паталіпутра (нині Патна).
Був одним з молодших синів Какаварни Калашокі, 2-го царя Магадхи з династії Шайшунга. Після смерті батька у 367 році до н. е. отримав частину володінь разом з 9 братами. З часом став володарем усієї Магадгі (десь у 461—459 роках до н. е.). Остаточно після останнього брата Даршаки. У 345 році до н. е. його повалено позашлюбним сином Магападною, що заснував власну династію Нанда.